# Music Sounds Better with You
Music Sounds Better with You is een housenummer uit 1998 van de Franse gelegenheidsformatie Stardust, een samenwerking tussen Thomas Bangalter van Daft Punk, dj Alan Braxe en vocalist Benjamin Diamond.
Het nummer, dat een sample bevat uit het nummer Fate van Chaka Khan, werd een wereldwijde clubhit en een van de bestverkochte houseplaten ooit. In Frankrijk bereikte het de 10e positie. In de Nederlandse Top 40 werd de 13e positie gehaald en was het Dancesmash op Radio 538, en in de Vlaamse Ultratop 50 de 18e.
In 2018 maakten producers Malaa en Noizu een remixversie van het nummer. 